# Soulfire
Soulfire est un univers de comics créé par Michael Turner et scénarisé par Jeph Loeb et J.T. Krul. Prévu à l'origine pour l'éditeur Top Cow, Michael Turner préféra finalement publier le projet dans sa propre maison d'édition, Aspen Comics, à partir de 2003. 
En France, Soulfire a été publié dans le magazine Aspen Comics aux éditions Delcourt, à partir de 2005. La série principale a été regroupée en deux volumes sortis en 2007 et 2010.
Soulfire est un mélange des genres fantasy et science-fiction.

## Synopsis
Il y a bien longtemps, la Magie régnait sur le monde. Puis la technologie prit sa place, et les anciens secrets ont été oubliés.
2211. Un énorme dragon sème le chaos dans la ville de San Francisco, réduisant quartiers et immeubles en tas de cendres. Au même moment, une créature ailée nommée Onyx fait irruption dans une salle de jeux et enlève le jeune Malikaï, qui est sauvé par une mystérieuse femme, Grace, possédant une paire d'ailes insectoïdes. Cette dernière décide d'emmener le garçon et ses amis, PJ et Sonia, à travers le monde; de Hawaii au Machu Picchu en passant par Tokyo, où Malikaï suivra une intense initiation à la magie pour combattre Rainier, un mégalomane avide de pouvoir qui a traversé les âges pour corrompre les Hommes...

## Mini-séries
Soulfire: Dying of the Light, Soulfire: Chaos Reign et Soulfire: New World Order sont des titres limités à quelque numéros sortis entre 2005 et 2009. Ils servent de préquelle et de suite à l'histoire principale.

## Anecdotes
Alors en développement, le projet portait le titre Dragonfly, puis Dragonfly : Soulfire avant d'être simplement nommé Soulfire. Le nom "dragonfly" signifie en français "libellule", en référence au personnage de Grace qui possède une paire d'ailes insectoïde.
Lorsque Michael Turner fonda sa société Aspen MLT en 2003, il proposa aux lecteurs de Wizard Magazine de choisir entre deux séries : Ekos ou Soulfire, toutes deux scénarisées par Jeph Loeb. Ce fut finalement Soulfire qui l'emporta, et Ekos, une histoire de science-fiction, ne dépassa pas le stade des 6 premières pages.
Dans les mois qui précédèrent son décès, Michael Turner, alors hospitalisé à Santa Monica en Californie, demanda à ses collègues de poursuivre son œuvre après sa mort. Lorsqu'il mourut du cancer en 2008, Soulfire fut ainsi repris par les dessinateurs Joe Benitez, Marcus To et Jay Fabok.

## Publications
La série a été publiée par l'éditeur Delcourt entre 2007 et 2012 :
1. Catalyseur (2007,  (ISBN 978-2-7560-0746-5))
2. Explosion (2010,  (ISBN 978-2-7560-1088-5))
3. Nouvel ordre mondial (2012,  (ISBN 978-2-7560-2353-3))